# Nitrate-réductase à cytochrome
La nitrate-réductase à cytochrome est une oxydoréductase qui catalyse la réaction :
2 ferrocytochrome + 2 H+ + NO3−  {\displaystyle \rightleftharpoons }  2 ferricytochrome + NO2−.